# 2012년 동아제르바이잔주 지진

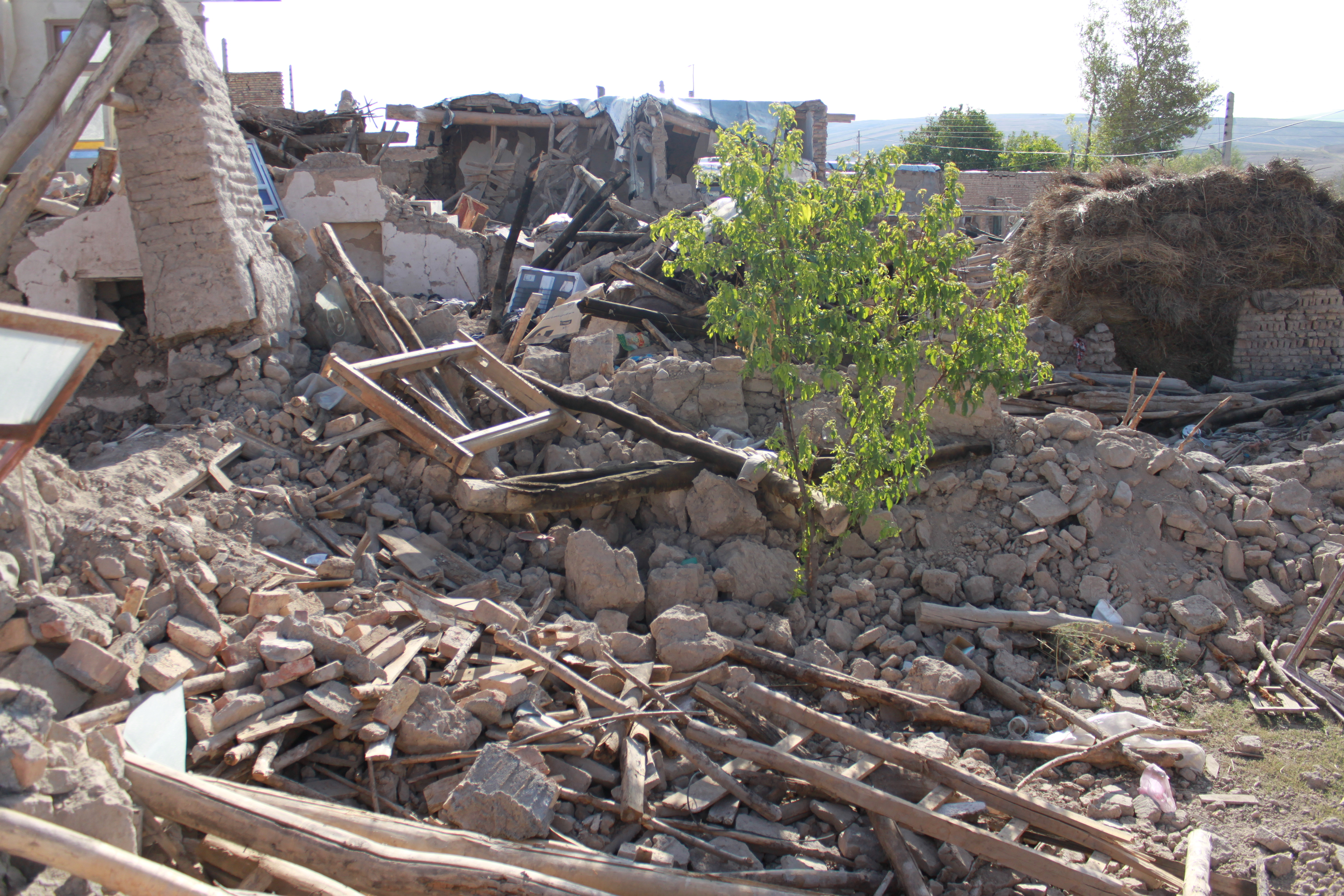

2012년 동아제르바이잔주 지진은 2012년 8월 11일 오후 12시 23분과 십여분 후인 12시 34분, 두번에 걸쳐, 이란의 북서부 지역 동아제르바이잔주의 도시 아하르와 바자콴에서 발생한 진도 6의 지진이다.
이웃한 나라인 튀르키예에서는 튀르키예 적신월(적십자)에서 응급처치를 위한 트럭을 이란의 국경지대로 보냈다.